# Эчмиадзин
Первопресто́льный Свято́й Эчмиадзи́н (арм. Մայր Աթոռ Սուրբ Էջմիածին (Mayr Atʻoṙ Surb Ēǰmiacin), от грабар Էջ Միածինն  (Ēǰ Miacinn) — «Сошествие Единородного») — монастырский комплекс, а также духовный и административный центр Армянской апостольской церкви, местонахождение престола Верховного патриарха и Католикоса всех армян в 303—484 годах и снова с 1441 года. Расположен в городе Вагаршапат Армавирской области Армении. Входит в список Всемирного наследия ЮНЕСКО.

## История

### IV век — 484 год: резиденция армянского католикоса
Эчмиадзинский монастырь являлся резиденцией католикоса всех армян с начала IV века до 484 года и снова с 1441 года. В начале V века в Вагаршапате был созван церковный собор, принявший решение о создании армянского алфавита и перевода Библии. В Эчмиадзинском монастырском комплексе расположены Эчмиадзинский кафедральный собор и богословские учебные заведения. Деревянный собор был впервые построен в первые годы IV века (вскоре после введения в Армении христианства как государственной религии) и затем перестроен в камне в V и VII веках.

### Конец V века — 1441 год
В 491 году в Эчмиадзине был созван церковный собор, который официально предал анафеме халкидонское вероучение. В конце V века марзпан Армении Ваан Мамикоян назначил настоятелем монастыря Лазаря Парпеци. По мнению Н. Токарского, до VII века Эчмиадзин был базиликой с деревянной крышей. Купол (возможно, пять) появился в VII веке после капитальной перестройки католикосом Комитасом. Католикос Саак Дзоропореци (677—703) посвятил монастырю своё стихотворение «Единородный от Отца»:
Придем и воздвигнем здесь
пречистого света кладезь! —
Ибо здесь воссиял нам свет,
озаривший землю армянскую.
Н. Токарский предполагает, что уже в XIII веке монастырь был в руинах. В написанном в 1304 году «Плаче у врат св. Катогикэ» Степанос Орбелян оплакивал потерю независимости Армении, призывал разбросанных по разным странам мира армян возвращаться на родину и восстановить монастырь.
В соборе расположен музей с коллекцией произведений средневекового декоративно-прикладного искусства. Вокруг Эчмиадзинского монастыря находятся также церковь Святой Рипсиме (618), церковь святой Гаяне (630, реставрирована в 1652) с трёхарочным гавитом (1683), церковь Шокагат (1694).

### Восстановление католикосата в Эчмиадзине

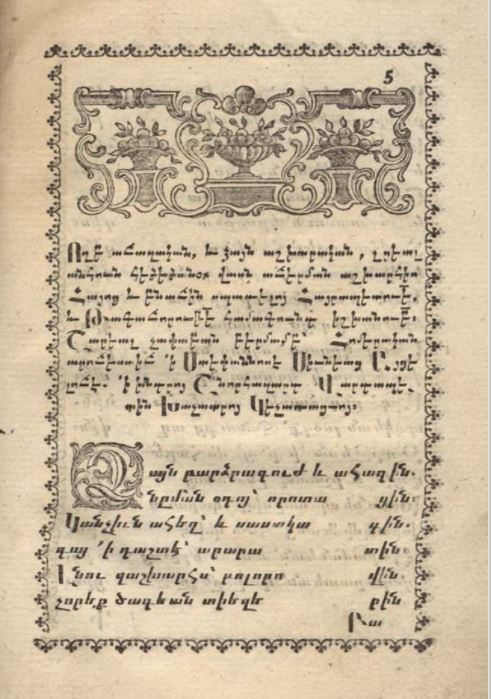
Издание поэмы 1304 года «Плач у врат св. Катогикэ» Степаноса Орбеляна, Нахичевань-на-Дону, 1790 год

В 1304 году идея восстановления католикосата в Эчмиадзине отражалась в произведении «Плач у врат св. Катогикэ» Степаноса Орбеляна. Он называл монастырь «овдовевшей матерью, оплакивающей потерю своих детей». Вопрос стал особенно актуальным после падения Киликийского армянского государства в 1375 году. Конец XIV — первая половина XV веков стали эпохой кризиса в истории Армянской апостольской церкви. Престол католикоса, находившийся в городе Сисе в Киликии, неоднократно переходил из рук в руки, в результате чего несколько католикосов даже погибли. Параллельно с этим на территории Восточной Армении, в частности, в Сюнике, началось движение за возрождение армянской церкви. Именно там возникла идея о переносе престола католикоса в Эчмиадзин — её древнейший исторический центр.
В 1441 году армянский Патриарший престол был снова возвращён в Эчмиадзин. «Британская энциклопедия» отмечает: «…в 1441 году католикос Киракос вернул местопребывание в Вагаршапат, который впоследствии остался домом „католикоса всех армян“». «Энциклопедия ислама» пишет: «местопребывание католикоса было возвращено обратно в Эчмиадзин, недалеко от Аракса, в 9/15 веке.». Правитель государства Кара Коюнлу Джаханшах с целью привлечения на свою сторону духовенства согласился содействовать перенесению католикосского престола в Эчмиадзин. Он распорядился также освободить от государственных налогов Татевский и Вагадинский монастыри, сыгравшие значительную роль по сравнению с другими религиозными очагами указанного времени. В мае 1441 года с согласия ереванского бека Ягуба более 300 вардапетов, епископов, светских вельмож и старейшин съехались в Эчмиадзин для избрания нового католикоса. В собрании 700 епископов, архимандритов, учёных, а также представителей знати, организованном католикосом Григором IX, данное решение окончательно было закреплено.

### Новое и новейшее время

Почтовая марка

В 1604 году иранский шах Аббас I решил перенести соборный храм по частям в новую столицу государства Исфахан, где в результате массовой принудительной депортации из Восточной Армении была сформирована крупная армянская община. Этот план не был реализован, но многие реликвии были вывезены и хранятся в Ванкском соборе.
Трёхъярусная колокольня была построена в 1653—1658 годах. Шестиколонные ротонды с трёх сторон появились в XVIII веке.
В интерьере собора есть фрески, созданные на рубеже XVII и XVIII веков (Овнатан Нагаш), а также в конце XVIII века (Овнатан Овнатанян). В комплекс монастыря входят трапезная (первая половина XVII века), гостиница (середина XVIII века), дом Католикоса (1738—1741), школа (1813), каменный водоём (1846) и другие постройки.
В 1771 году католикос Симеон Ереванци (1763—1780) учреждает в Эчмиадзине первую типографию.
Побывавший в XVIII веке в монастыре греческий митрополит Хрисанф Неопатрасский в своем «Объяснении» генерал-фельдцейхмейстеру князю Платону Зубову, говоря о Католикосе и монастыре, отмечал:
Сей Патриарх великую имеет силу во всех тех местах, и почти вся нация повинуется его повелениям. Он почти самовластен. О монастыре том могу сказать, что нет в свете его богатее, разве монастырь Св. Иоанна Лорета, в папском владении состоящий, и собственные папские сокровища с сим армянским монастырем могут сравняться. В нём находится великое множество монахов и архиереев, ибо при каждой должности монастырской начальником должен быть один из архиереев и от мала до велика все богаты. Сокровище монастыря сего неизвестно где хранится, но, кажется, содержат его в подземных местах для безопасности.

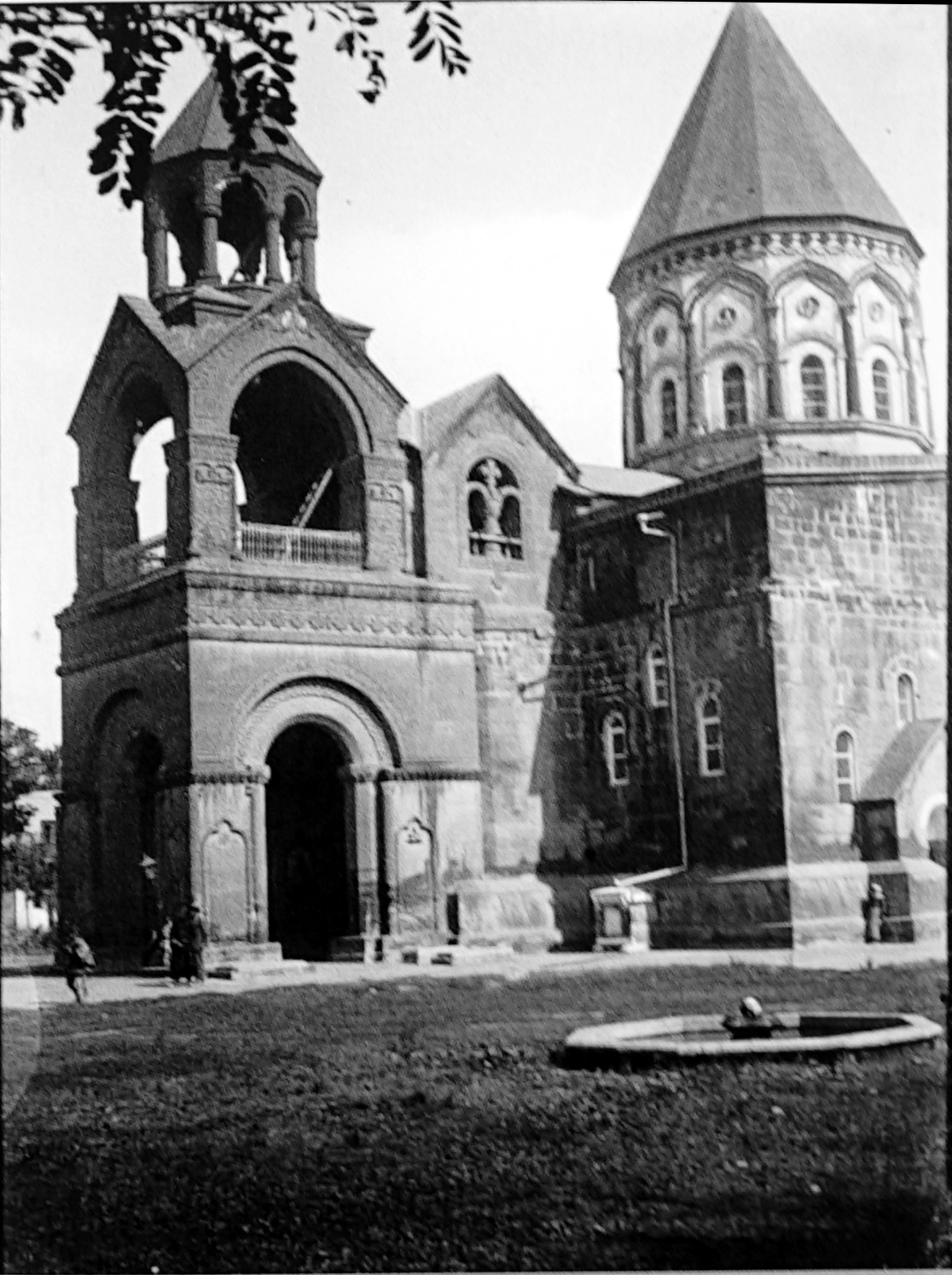
Монастырь в 1898 году. Автор Григорий Гагарин

Окрестности Эчмиадзина пострадали также в результате Русско—персидской войны (1826—1828). В мае 1827 г. русские войска начали наступление на эриванском направлении, заняли Эчмиадзин, блокировали Эривань, а затем овладели Нахичеванью и крепостью Аббасабад. 9 июня командующего русскими войсками Паскевича известили о том, что персидский командующий Гассан хан собирается совершить набег на русские сообщения, собираясь пройти от Гумр через Джалал Оглы в Башчекет до Цалки, возглавив 1500 всадников. Но прибытие Паскевича в Эчмиадзин и его переговоры с окрестными «татарами» (азербайджанцами) заставили Гассана изменить свои планы. Русское командование приняло меры к отражению наступления, но остановить полностью персидскую конницу представилось невозможным — вся её деятельность с тех времён ограничивается лишь несколькими набегами в русские сообщения, преимущественно в окрестностях самого Эчмиадзина. В начале августа Аббас-Мирза, стремясь остановить дальнейшее наступление русских, вторгся в Эриванское ханство, 15 (27) августа осадил Эчмиадзин, но понеся поражение от А. И. Красовского у с. Ушаган (Ошакан) на р. Касах, отступил в Персию.

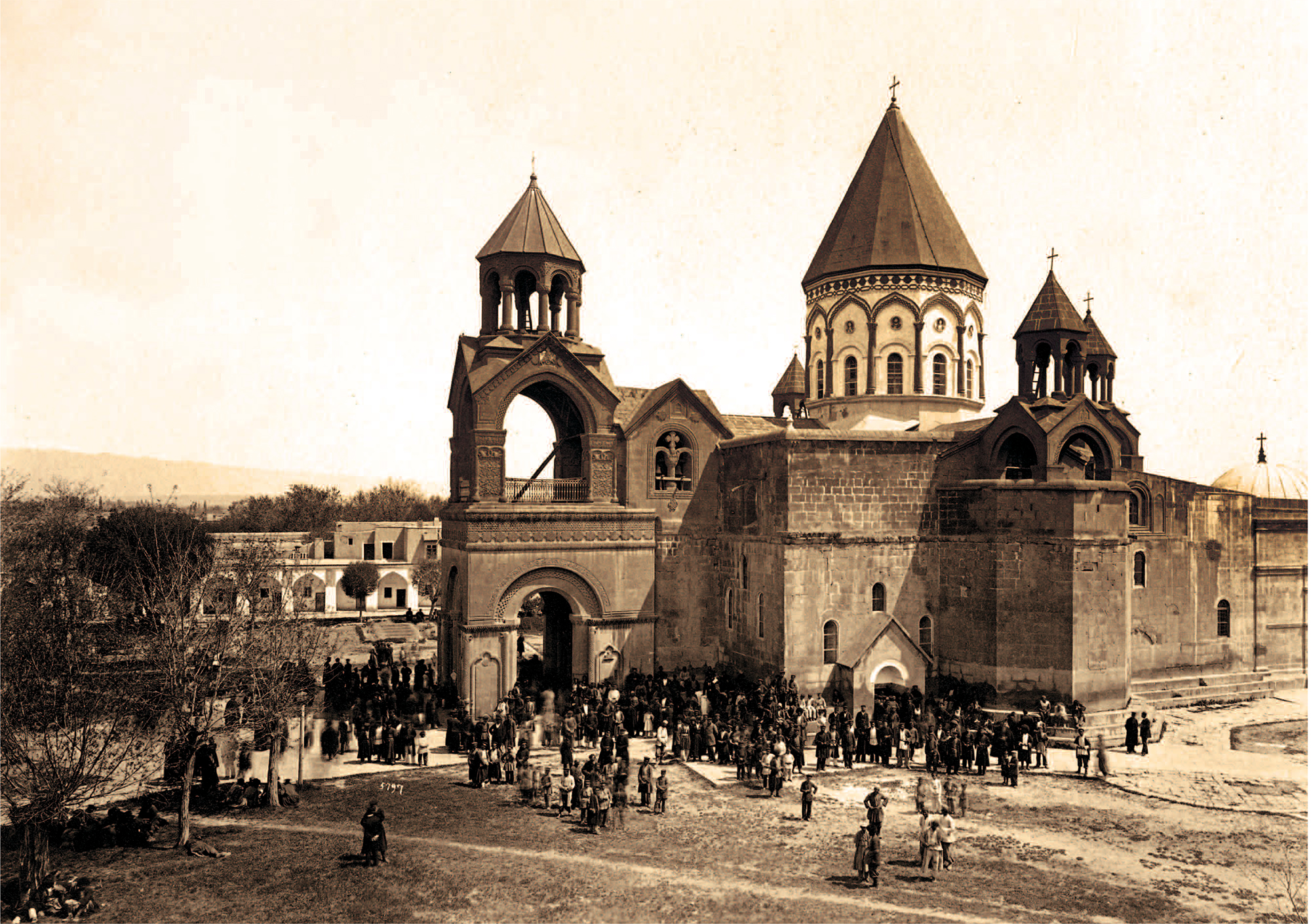
Начало XX века

8 июня 1827 года синклит армянского духовенства приветствовал колокольным звоном фельдмаршала Ивана Паскевича. Второй раз в ходе Персидской кампании Эчмиадзинский монастырь был занят русскими в августе 1827 года генералом Афанасием Красовским. Под его началом сражались армянские добровольческие отряды, сформированные тифлисским епископом Нерсесом Аштаракеци. В 1828 году по Туркманчайскому договору Эчмиадзин вошёл в состав Российской империи.
В Российском законодательстве проведён был принцип, согласно которому «Эчмиадзинский верховный Патриарх избирался всем гайканским народом армяно-григорианского исповедания по установленному порядку, независимо от места проживания отдельных членов народа».
В 1869 году у собора появилась ризница. Она была пристроена с восточной стороны и используется для хранения церковной утвари и драгоценных реликвий.
12 июня 1903 года был издан указ о конфискации имущества Армянской апостольской церкви. Согласно закону, всё недвижимое имущество (включая территорию Эчмиадзинского монастыря) и капитал, принадлежавшие Армянской церкви и духовным учреждениям, переходили в ведение государства. Из доходов от конфискованного имущества и денежных средств выделялась доля их прежнему владельцу — армянским духовным учреждениям. Ограблением Эчмиадзина руководил эриванский вице-губернатор Михаил Накашидзе, будущий бакинский губернатор.
Католикос Мкртич I возглавил массовую протестную кампанию армянского народа, которая увенчалась успехом: 1 августа 1905 года Николай II подписал указ о возвращении Армянской церкви конфискованного имущества; одновременно разрешалось вновь открыть армянские национальные школы.
В 1915 году братия Эчмиадзинского монастыря оказывала самоотверженную помощь беженцам из Западной Армении.
В советское время в Эчмиадзине построены многочисленные жилые и общественные постройки. В 1965 году в Эчмиадзине был возведён памятник жертвам Геноцида армян 1915—1922 годов.
В 2009—2011 годах в Эчмиадзине была возведена церковь Святых Архангелов.

## Галерея

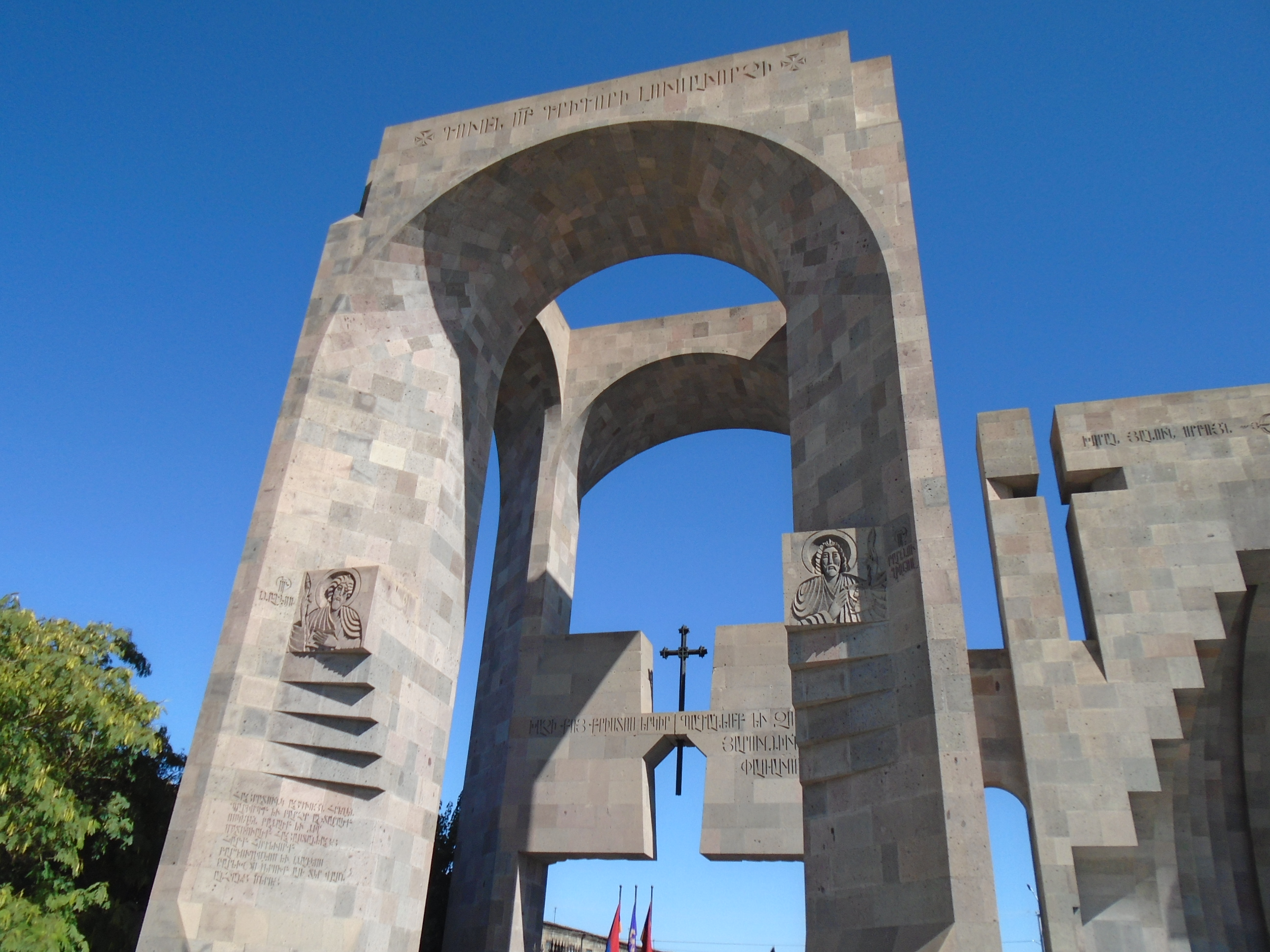
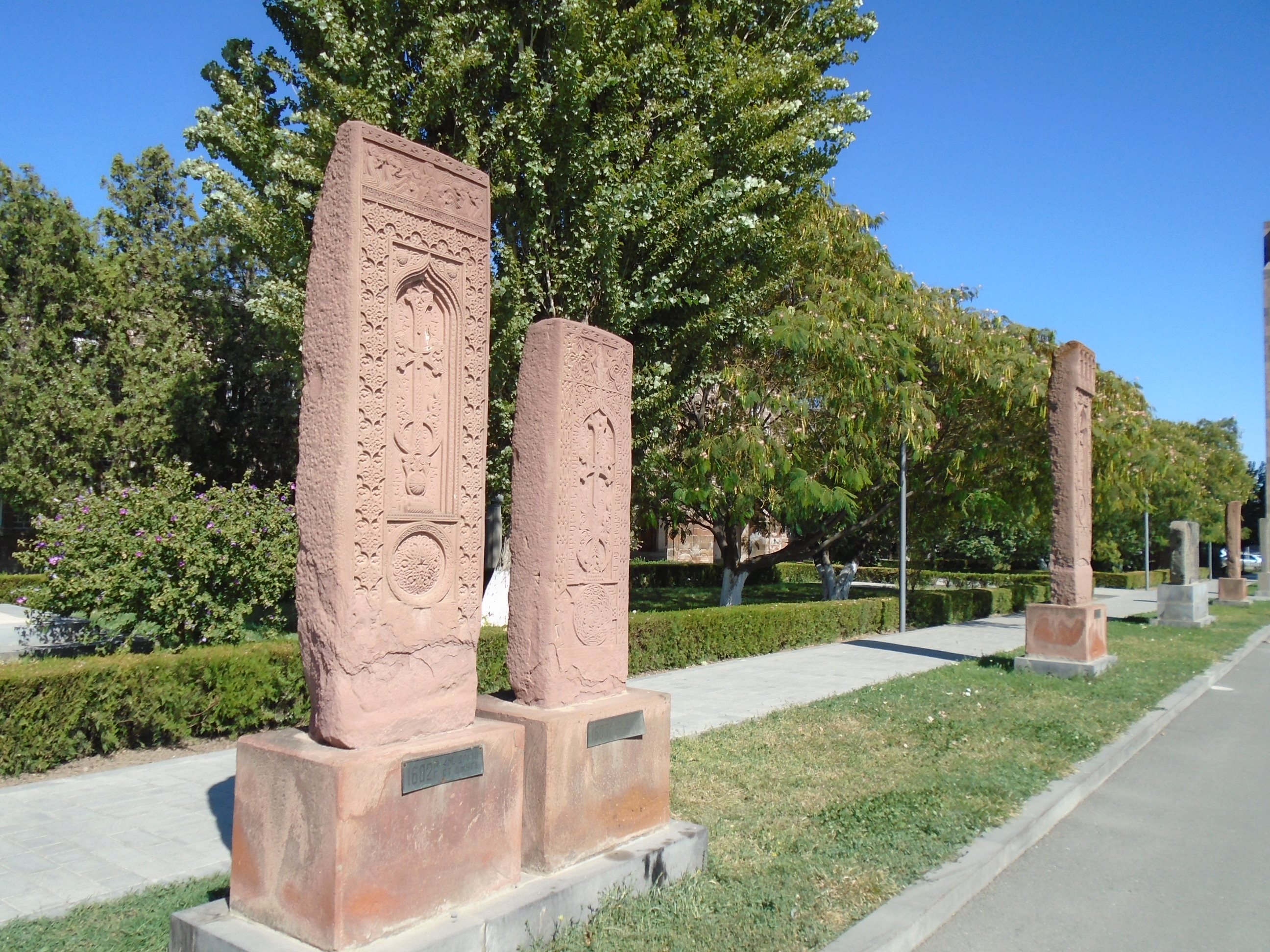
Хачкары
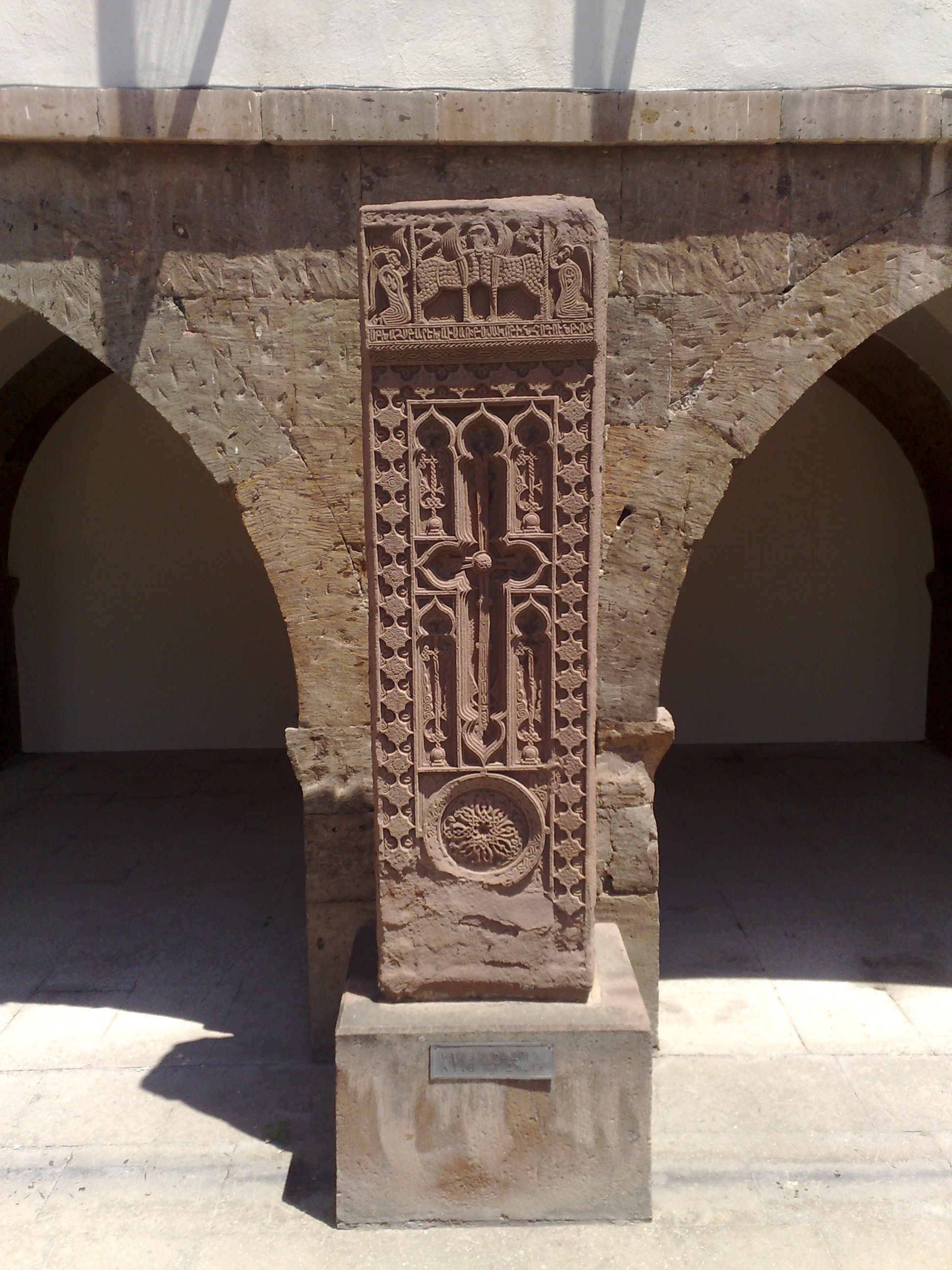
Хачкар 1601 года из Джульфы (Джугы)
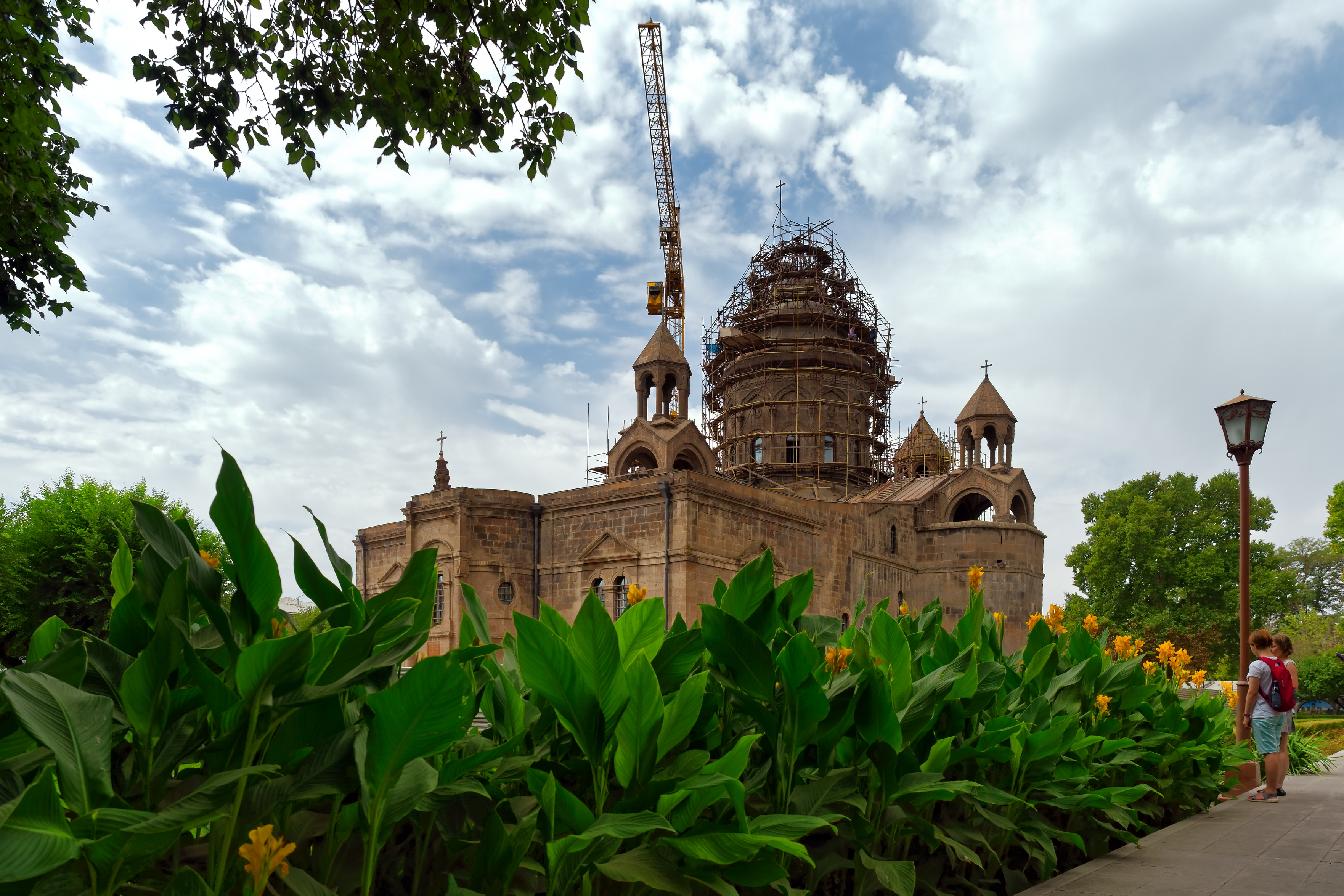
Реставрация, 2019
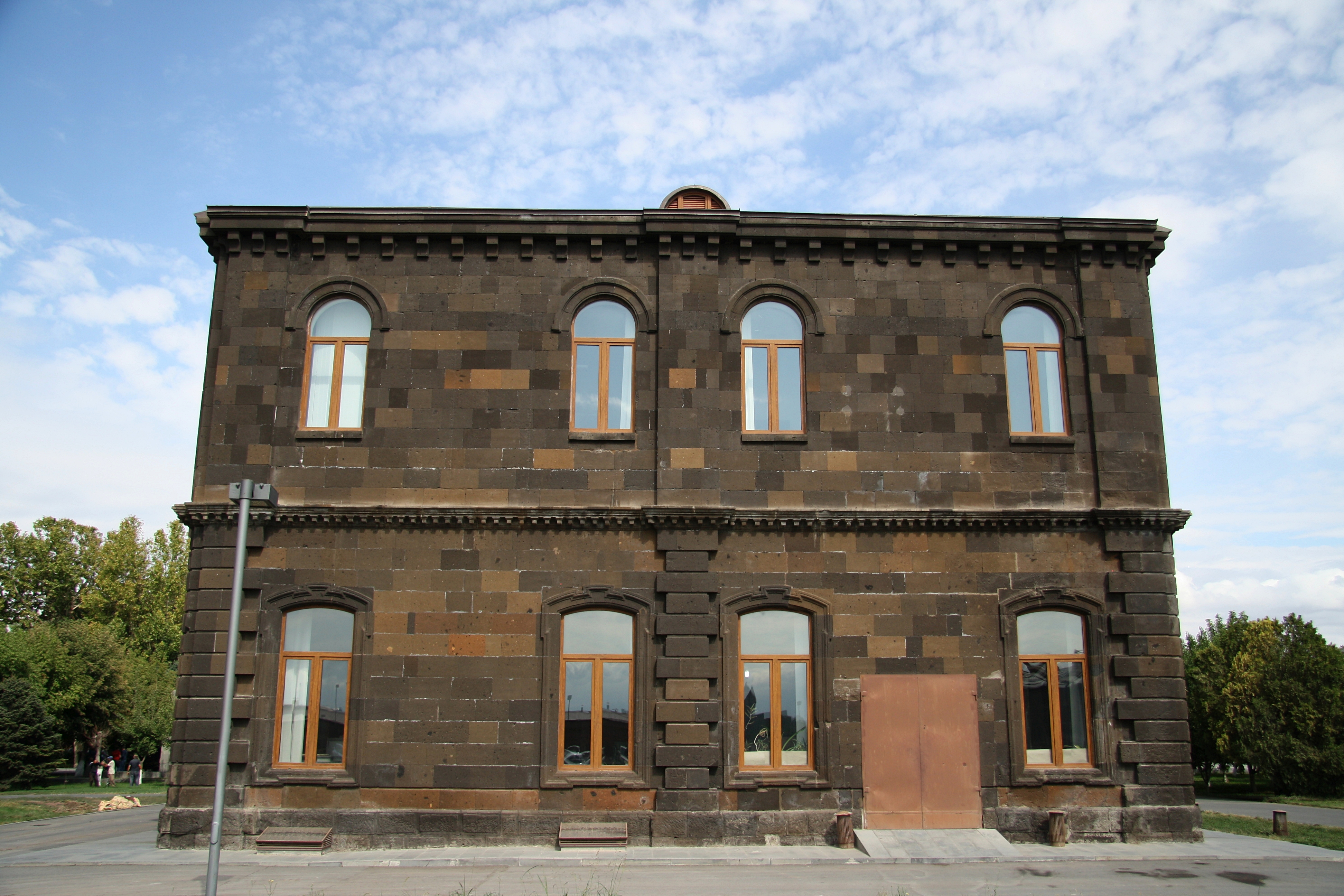
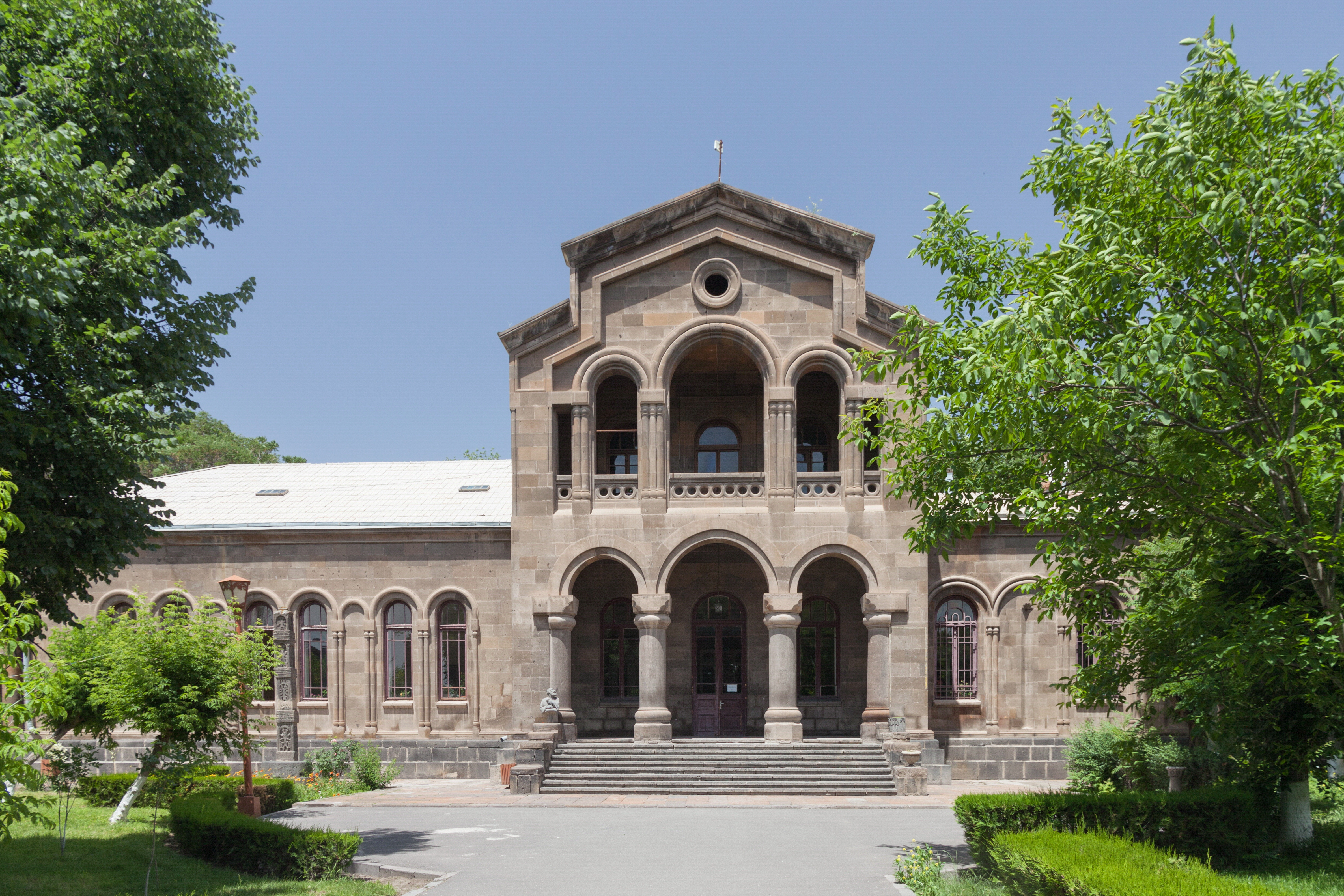
Учебный центр
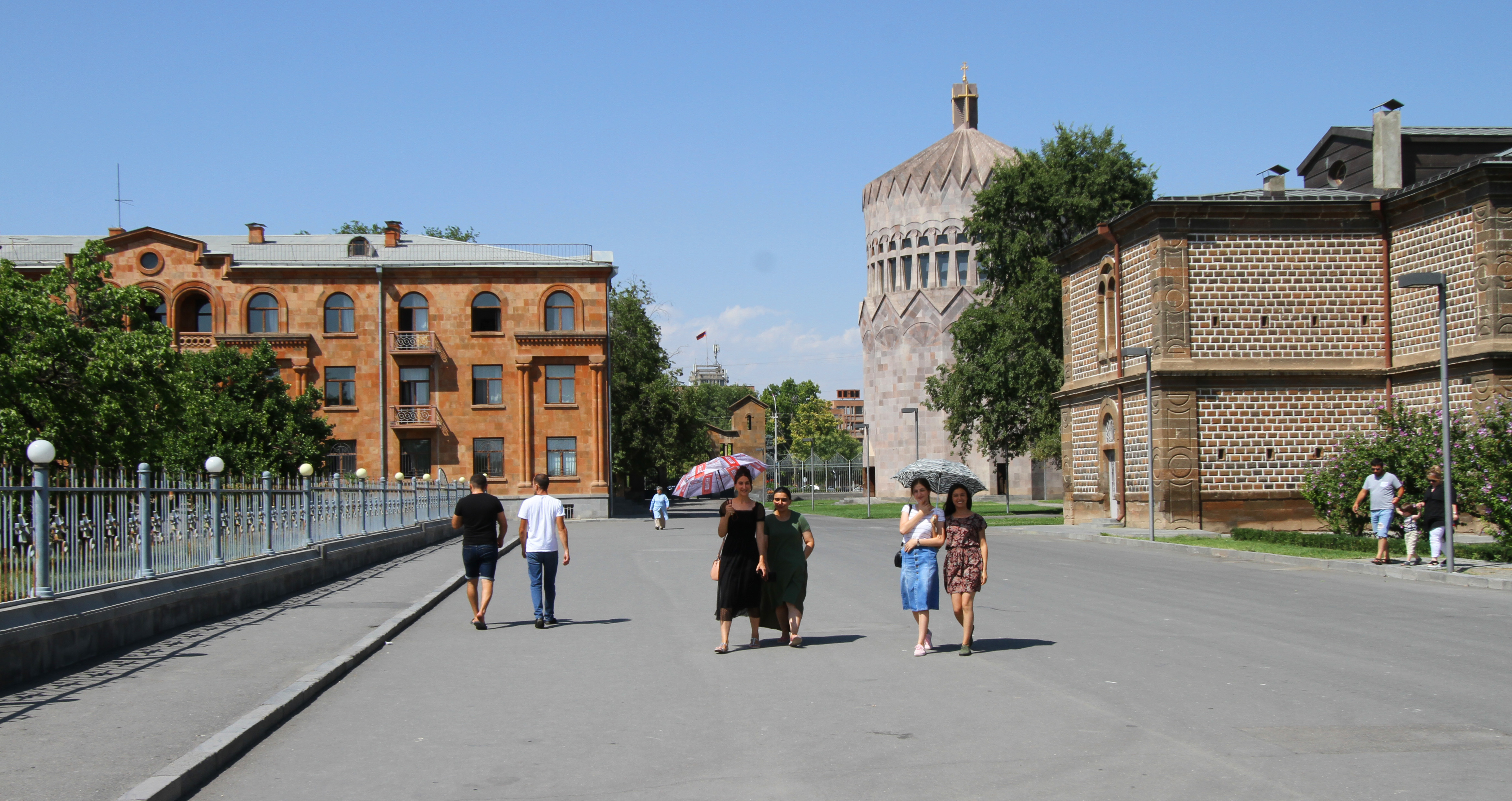
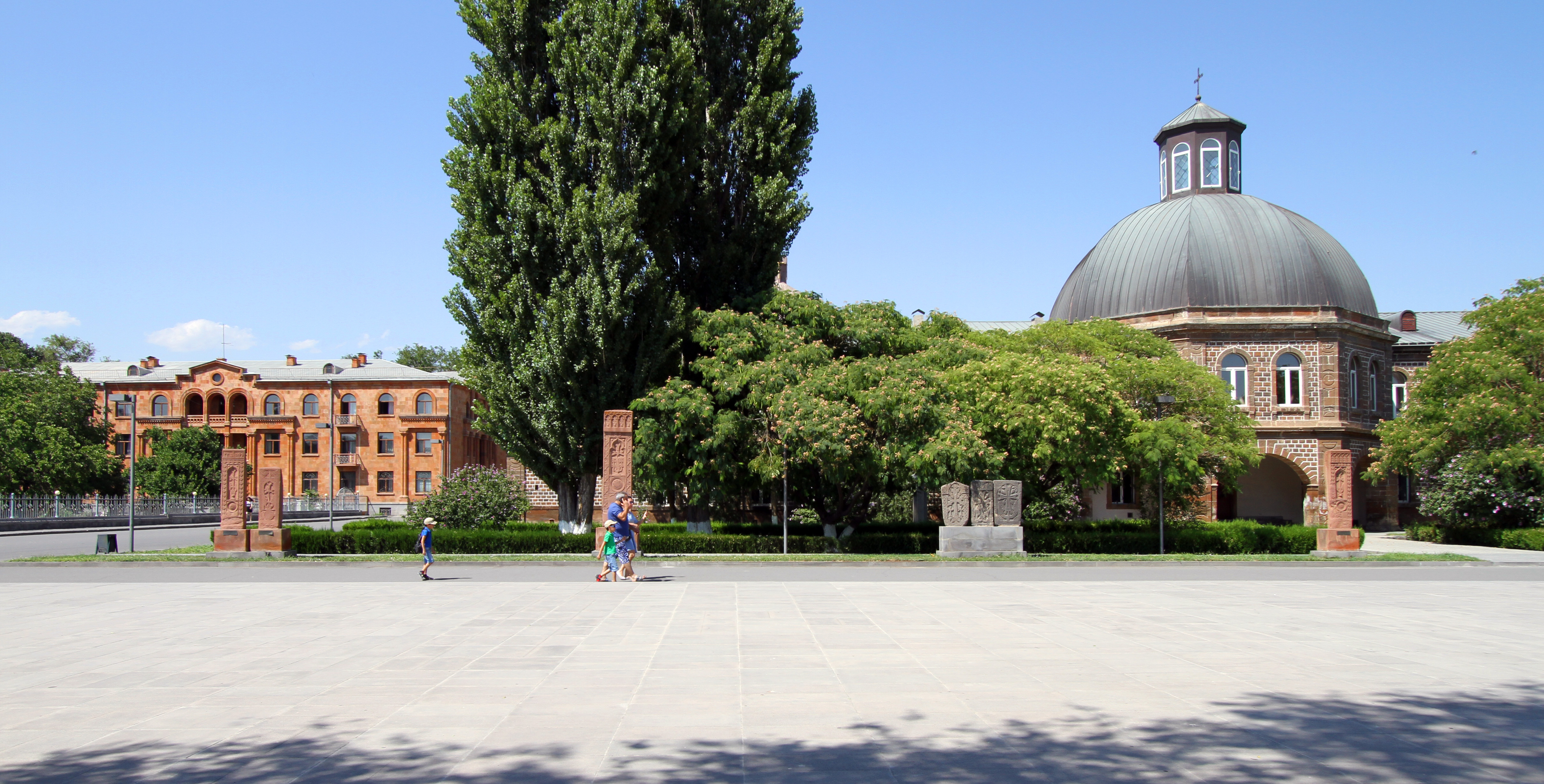
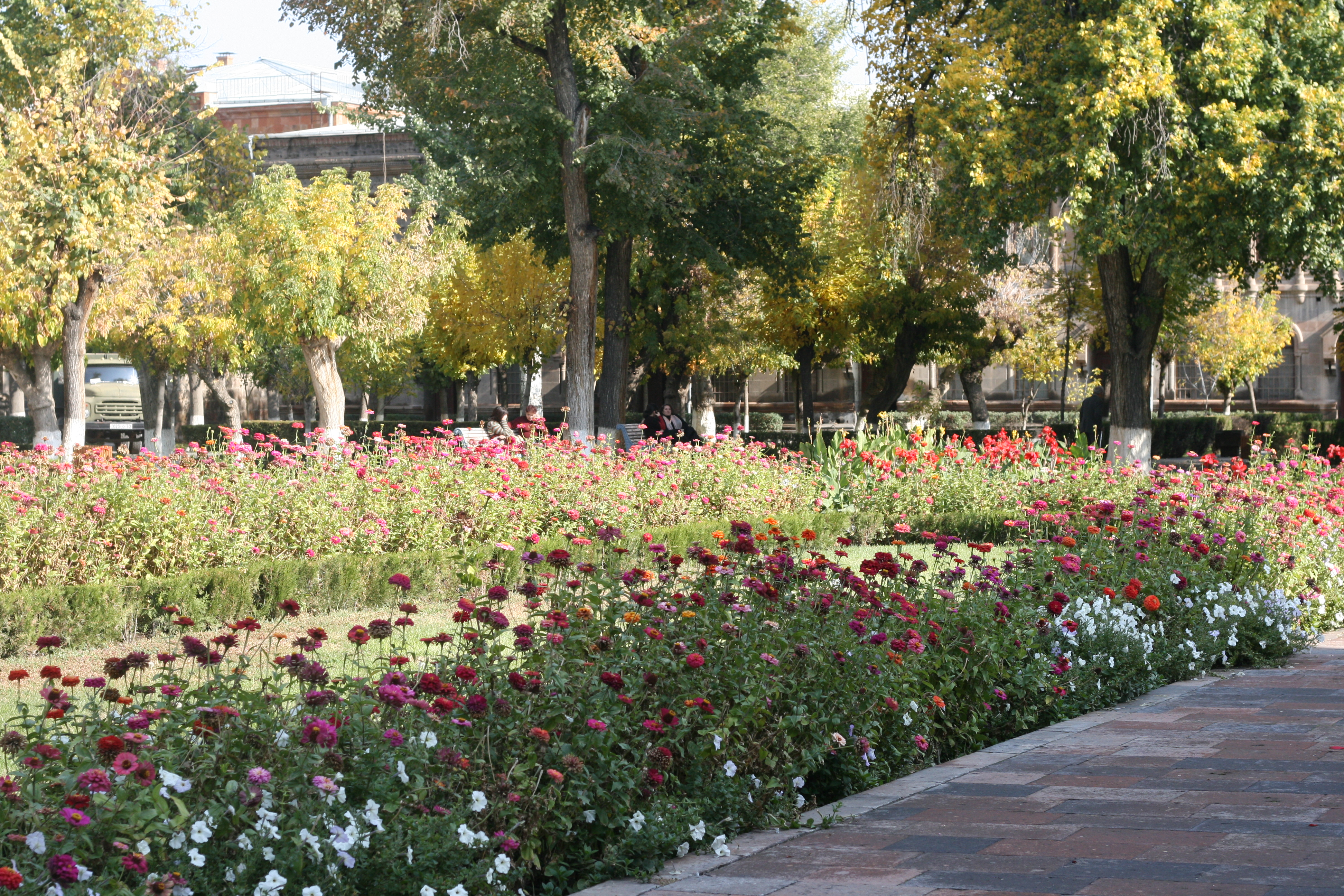
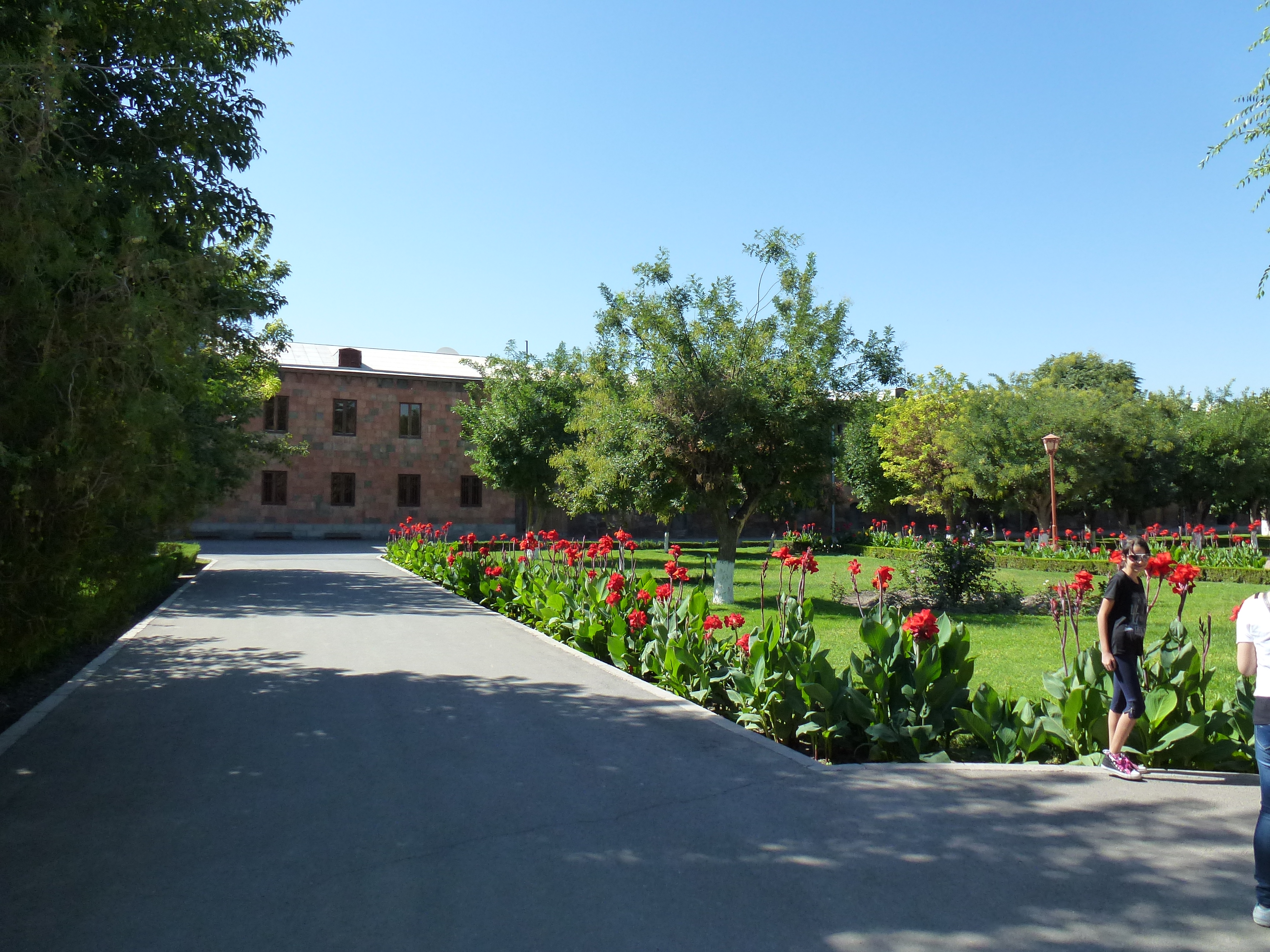
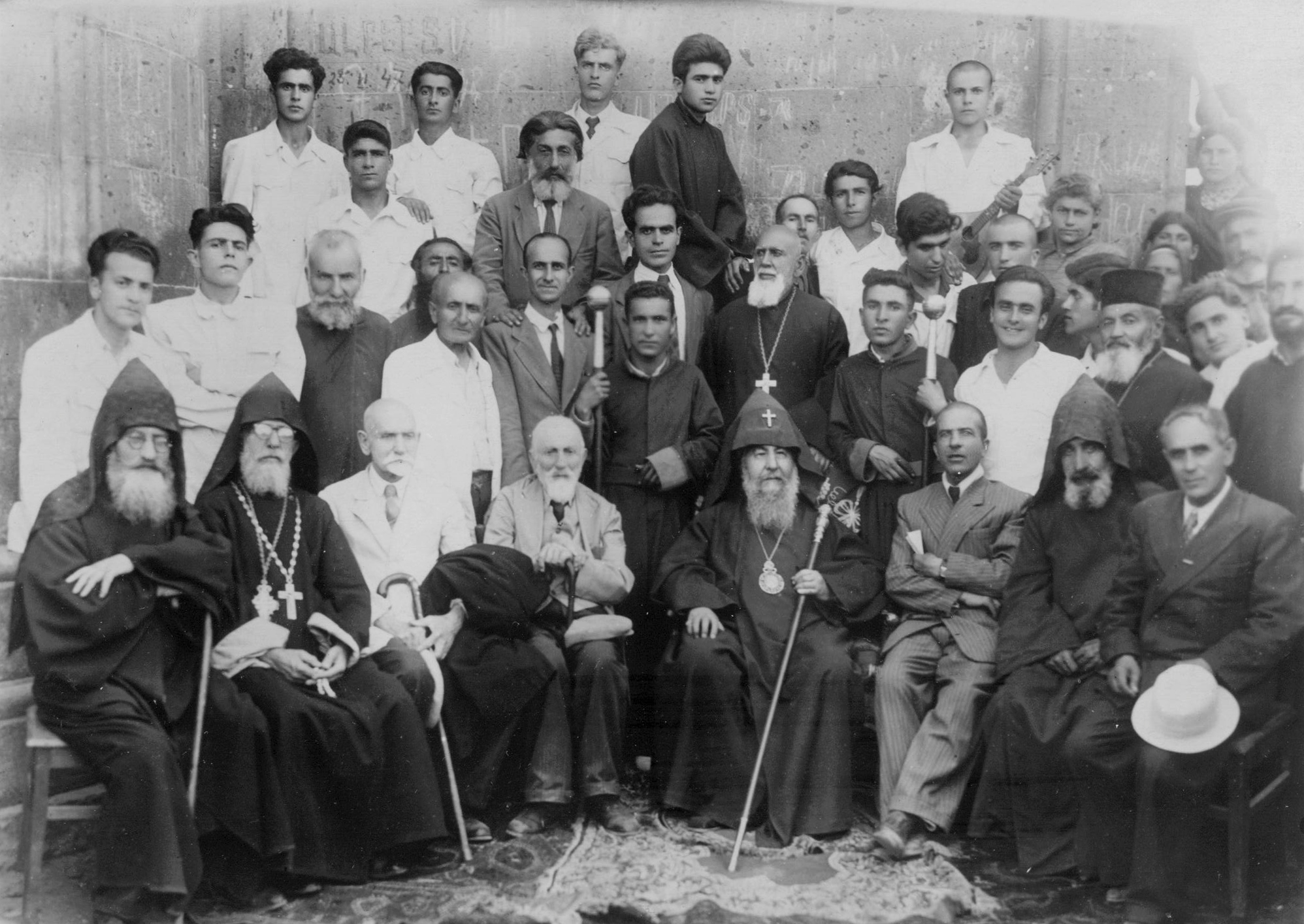
Преподаватели семинарии, 1946 год